# Felipe Alcántara Arellano
Felipe Alcántara Arellano (Fraga, 28 de juliol de 1926, Martorell, 19 de juny de 1997) va ser un obrer i sindicalista.
A causa de la Guerra Civil amb prou feines va fer estudis primaris que compaginava amb les tasques del camp ajudant la família, pagesos modestos. D'adolescent anà a Arbeca on va fer d'aprenent de fuster a casa d'un oncle i més tard, per tal de no haver de fer el servei militar, entrà a treballar de picador a les mines de carbó de Mequinensa i Torrent de Cinca on va estar-hi uns vint anys. Les condicions de treball a la mina el va portar a desenvolupar una profunda consciència social motiu pel qual fou reiteradament elegit enllaç sindical per part dels seus companys. Malgrat les condicions de repressió del règim franquista dirigí i/o participà a diverses lluites per millorar les condicions de treball a les mines que havia entre els rius Segre i Cinca i de solidaritat amb els minaires asturians, també tingué contactes amb el Partit Comunista (PCE), encara que no hi va ingressar.
Al tancar les mines va fer diverses feines fins que el 1966 va traslladar-se a Catalunya amb la seva dona, Josefina Palecha, i les filles, Natàlia i Irene, i es van establir a Sant Feliu de Llobregat. Mentre la Josefina feia de portera a una finca, el Felipe Alcántara va entrar a treballar a l'empresa Aluminio Hispano Suiza, S.A. (l'Alumini) i ben aviat es va posar en contacte amb Benito Quero i Rafael González entre d'altres, convertint l'Alumini d'una empresa sindicalment endarrerida en un puntal de la lluita obrera, amb una vaga pel conveni col·lectiu de quaranta i quatre dies a mitjans dels anys 70 del segle xx, que fou una victòria obrera, una participació activa i decisiva per a l'extensió de la vaga general del Baix Llobregat del 1974 i d'altres lluites, fins que l'any 1977 la crisi econòmica va implicar el tancament de l'Alumini que, dintre de la desgràcia que suposa la pèrdua de llocs de treball, va ser un procés modèlic d'unitat obrera i de solidaritat i conjunció entre el moviment obrer i el moviment veïnal a Sant Feliu de Llobregat.
Paral·lelament, s'afilià a les clandestines Comissions Obreres (CC.OO.) i al Partit Socialista Unificat de Catalunya (PSUC) i seguint la seva política d'ocupació de l'estructura sindical franquista, l'any 1975 va participar en les eleccions sindicals dintre de les Candidatures Unitàries i Democràtiques el triomf rotund de les quals va suposar que ocupés la vicepresidència de la Unión de Técnicos y Trabajadores (UTT) del Metal de Sant Feliu.
A les primeres eleccions municipals democràtiques del 1979, atesa la seva ascendència dins el moviment obrer, fou el número dos de la llista que el PSUC va presentar a Sant Feliu de Llobregat encapçalada per Francesc Baltasar essent el partit més votat i obtenint l'alcaldia. Va ser regidor en diferents conteses municipals durant onze anys fos pel PSUC o Iniciativa per Catalunya.
L'any 1996 seguint a la seva filla Irene, el Felipe i la Josefina es van establir a Olesa de Montserrat, on va ser enterrat després de morir a l'Hospital de Martorell.
Té dedicada una plaça a Sant Feliu de Llobregat